# Belize van A tot Z

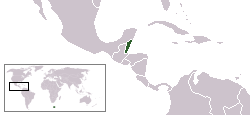
Locatie van Belize

## A
Michael Aguilar ·
Anglo-Amerika ·
Anopsicus silvanus ·
Atlantisch orkaanseizoen 1961

## B
Barrièrerif van Belize ·
Dean Barrow ·
Barton Creek ·
Belizaanse dollar ·
Belizaanse voetbalbond ·
Belizaans voetbalelftal ·
Belize Botanic Gardens ·
Belize City ·
Belize (district) ·
Belize (land) ·
Belize (rivier) ·
Belize op de Gemenebestspelen ·
Belize op de Olympische Spelen ·
Belize op de Olympische Jeugdzomerspelen 2010 ·
Belize op de Olympische Zomerspelen 1976/1984/1988/1992/1996 ·
Belize op de Olympische Zomerspelen 2000/2004/2008/2012/2016 ·
Belmopan ·
Brits gemenebest ·
Brits-Honduras ·
Brits-Honduras op de Olympische Zomerspelen 1968/1972 ·
.bz

## C
Caracol (Mayastad) ·
Caraïben ·
Caraïbische Zee ·
Carl Ramosstadion ·
Caye Caulker ·
Cayo ·
Centraal-Amerika ·
Chunox ·
Commonwealth realm ·
Corozal (district)

## D
Dangriga ·
Districten van Belize

## E
Edmund Marshalleckstadion ·
Manuel Esquivel ·

## F
Faina (schip, 1978) ·
FFB Field ·
Tarique Flowers

## G
Garifuna (muziek) ·
Garifuna (taal) ·
Garifuna (volk) ·
Geschiedenis van de Mayabeschaving ·
Globignatha sedgwicki ·
Golf van Honduras ·
Great Blue Hole

## H
Hattieville ·
Hondo

## I
Isidoro Beatonstadion ·
ISO 3166-2:BZ ·
Itza (taal)

## K
Kastenoorlog ·
Katholieke Kerk in Belize

## L
Land of the Free ·
Lijst van amfibieën in Belize ·
Lijst van gouverneurs-generaal van Belize ·
Lijst van premiers van Belize ·
Louisiana Field ·
Lubaantun

## M
Macal ·
Marion Jones Sportcomplex ·
Maya's ·
Mayagebergte ·
Mennonieten in Belize ·
Meso-Amerikaans Koraalrif ·
Metagonia belize ·
Metagonia cara ·
Metagonia jarmila ·
Midden-Amerika ·
Mopan (taal) ·
Mopan (volk) ·
Said Musa

## N
Norman Broasterstadion

## O
Onrust in Belize 2005 ·
Orange Walk ·
Orange Walk People's Stadion ·
Orange Walk Town

## P
George Cadle Price ·
Plautdietsch

## Q
Q'eqchi' (taal) ·
Q'eqchi' (volk)

## R
Reichlingia annae ·
Resolutie 491 Veiligheidsraad Verenigde Naties ·
Ridderorden in Belize

## S
San Ignacio ·
Spanish Lookout ·
Stann Creek

## T
Toledo ·
Tolteken

## V
Vlag van Belize

## W
Emma Wade ·
Wapen van Belize

## X
Xunantunich

## Y
Yucatán (schiereiland) ·
Yucateken

## Z
Zapoteken